# Samin Gómez Briceno
Samin Gómez Briceno (ur. 4 lutego 1992 roku w Maracay) – wenezuelska zawodniczka startująca w wyścigach samochodowych.

## Życiorys

### Początki kariery
Samin karierę rozpoczęła w 2006 roku, od startów w kartingu. Już dwa lata później zadebiutowała w Formule Azji 2.0 oraz Azjatyckiej Formule Renault Challenge (zdobyte punkty sklasyfikowały ją odpowiednio na 13. i 27. miejscu), jednak nie porzuciła całkowicie gokartów.
W kolejnym sezonie kontynuowała starty w azjatyckiej serii Renault oraz wzięła udział w dwóch rundach Formuły Ford Campus. Dzięki uzyskanym punktom rywalizację ukończyła odpowiednio na 9. i 12. lokacie.
W 2010 roku skupiła swoje wysiłki na Azjatyckiej Formule Renault Challenge. Będąc trzykrotnie na podium, zmagania zakończyła na 3. pozycji.
W sezonie 2011 wystartowała w sześciu wyścigach Chińskiej Formuły Pilota oraz Włoskiej Formuły Abarth, a także wzięła udział w dwunastu wyścigach europejskiej edycji włoskiej firmy. W żadnej z nich nie znalazła się jednak ani razu w pierwszej trójce, plasując się odpowiednio na 10., 16. i 17. lokacie.
W roku 2012 wystartowała w pełnym wymiarze w Formule Abarth, w ekipie Jenzer. We włoskim pucharze Wenezuelka raz zajęła najniższy stopień podium, natomiast w europejskim dwukrotnie osiągnęła tę pozycję. Ostatecznie w obu cyklach zmagania zakończyła na 7. miejscu.

### Seria GP3
Na sezon 2013 Samin podpisała kontrakt ze szwajcarską ekipą Jenzer Motorsport, na starty w Serii GP3. W żadnym z szesnastu wyścigów, w których wystartowała, nie zdołała zdobyć punktów. Została sklasyfikowana na 26 pozycji w klasyfikacji końcowej.
Dwa lata później powróciła do startów w tej serii dzięki hiszpańskiej ekipie Campos Racing. Wystartowała w trzech rundach, jednak ponownie nie udało jej się zapunktować. Najwyżej dojechał w drugim starcie na austriackim torze Red Bull Ring, gdzie była szesnasta.

### Auto GP World Series
Na sezon 2014 Wenezuelka podpisała kontrakt z austriacką ekipą Zele Racing na starty w Auto GP World Series. Wystartowała łącznie w dwóch wyścigach, w ciągu których uzbierała dwa punkty. Dało jej to dwudzieste miejsce w końcowej klasyfikacji kierowców.

## Wyniki

### GP3
| Legenda oznaczeń w tabelach wyników Wyświetl szablon na nowej stronie | Legenda oznaczeń w tabelach wyników Wyświetl szablon na nowej stronie                                                                     |
| Oznaczenie                                                            | Wyjaśnienie |
| --------------------------------------------------------------------- | --- |
| Złoty                                                                 | Zwycięzca lub mistrzostwo |
| Srebrny                                                               | 2. miejsce lub wicemistrzostwo |
| Brązowy                                                               | 3. miejsce lub II wicemistrzostwo |
| Zielony                                                               | Ukończył, punktował (w klasyfikacji generalnej, gdy zdobył co najmniej jeden punkt na przestrzeni sezonu, poza trzema powyższymi opcjami) |
| Niebieski                                                             | Ukończył, nie punktował (w klasyfikacji generalnej, gdy nie zdobył co najmniej jednego punktu na przestrzeni sezonu)                      |
| Czerwony                                                              | Nie zakwalifikował się (NZ) |
| Czerwony                                                              | Nie prekwalifikował się (NPK) |
| Różowy                                                                | Nie ukończył (NU) |
| Różowy                                                                | Niesklasyfikowany (NS) (w klasyfikacji generalnej, gdy nie został sklasyfikowany w żadnym wyścigu sezonu)                                 |
| Czarny                                                                | Zdyskwalifikowany (DK) |
| Czarny                                                                | Wykluczony (WYK/EX) |
| Biały                                                                 | Nie wystartował (NW) |
| Biały                                                                 | Kontuzjowany (K/INJ) |
| Biały                                                                 | Wyścig odwołany (OD/C) |
| Bez koloru                                                            | Został wycofany (WYC/WD) |
| Bez koloru                                                            | Nie przybył (NP/DNA) |
| Bez koloru                                                            | Nie brał udziału w treningach (NT/DNP) |
| Bez koloru                                                            | Nie został zgłoszony (–) |
| Pogrubienie                                                           | Start z pole position |
| Kursywa                                                               | Najszybsze okrążenie wyścigu |
| †                                                                     | Nie ukończył, ale jego rezultat został zaliczony ze względu na przejechanie więcej niż 90% dystansu wyścigu.                              |
| *                                                                     | Sezon w trakcie |
| 1/2/3                                                                 | Punktowana pozycja w sprincie kwalifikacyjnym                                                                                             |
| Lista systemów punktacji Formuły 1                                    | |

| Rok  | Zespół            | Wyniki w poszczególnych eliminacjach | Wyniki w poszczególnych eliminacjach | Wyniki w poszczególnych eliminacjach | Wyniki w poszczególnych eliminacjach | Wyniki w poszczególnych eliminacjach | Wyniki w poszczególnych eliminacjach | Wyniki w poszczególnych eliminacjach | Wyniki w poszczególnych eliminacjach | Wyniki w poszczególnych eliminacjach | Wyniki w poszczególnych eliminacjach | Wyniki w poszczególnych eliminacjach | Wyniki w poszczególnych eliminacjach | Wyniki w poszczególnych eliminacjach | Wyniki w poszczególnych eliminacjach | Wyniki w poszczególnych eliminacjach | Wyniki w poszczególnych eliminacjach | Wyniki w poszczególnych eliminacjach | Wyniki w poszczególnych eliminacjach | Punkty | Pozycja |
| ---- | ----------------- | ------------------------------------ | ------------------------------------ | ------------------------------------ | ------------------------------------ | ------------------------------------ | ------------------------------------ | ------------------------------------ | ------------------------------------ | ------------------------------------ | ------------------------------------ | ------------------------------------ | ------------------------------------ | ------------------------------------ | ------------------------------------ | ------------------------------------ | ------------------------------------ | ------------------------------------ | ------------------------------------ | ------ | ------- |
| 2013 | Jenzer Motorsport | ESP                                  | ESP                                  | VAL                                  | VAL                                  | GBR                                  | GBR                                  | DEU                                  | DEU                                  | HUN                                  | HUN                                  | BEL                                  | BEL                                  | ITA                                  | ITA                                  | ARE                                  | ARE                                  |                                      |                                      | 0      | 26      |
| 2013 | Jenzer Motorsport | 16                                   | 13                                   | NU                                   | 19                                   | 20                                   | 18                                   | 18                                   | 19                                   | 19                                   | 14                                   | 16                                   | NU                                   | 17                                   | 15                                   | 22                                   | 25                                   |                                      |                                      | 0      | 26      |
| 2015 | Campos Racing     | ESP                                  | ESP                                  | AUT                                  | AUT                                  | GBR                                  | GBR                                  | HUN                                  | HUN                                  | BEL                                  | BEL                                  | ITA                                  | ITA                                  | RUS                                  | RUS                                  | BHR                                  | BHR                                  | ARE                                  | ARE                                  | 0      | 30      |
| 2015 | Campos Racing     | 20                                   | 19                                   | NU                                   | 16                                   | -                                    | -                                    | 21                                   | NU                                   | -                                    | -                                    | -                                    | -                                    | -                                    | -                                    | -                                    | -                                    | -                                    | -                                    | 0      | 30      |

### Podsumowanie
| Sezon | Seria                     | Zespół                   | Wyścigi | Zwycięstwa | PP | NO | Podium | Punkty | Pozycja |
| ----- | ------------------------- | ------------------------ | ------- | ---------- | -- | -- | ------ | ------ | ------- |
| 2008  | Azjatycka Formuła Renault | March 3 Racing           | 2       | 0          | 0  | 0  | 0      | 5      | 27      |
| 2009  | Azjatycka Formuła Renault | March 3 Racing           | 4       | 0          | 0  | 0  | 0      | 86     | 9       |
| 2009  | Azjatycka Formuła Renault | Top Speed Racing         | 8       | 0          | 0  | 0  | 0      | 86     | 9       |
| 2010  | Azjatycka Formuła Renault | Top Speed Racing         | 12      | 0          | 2  | 3  | 3      | 194,5  | 3       |
| 2011  | Formula Pilota China      | Jenzer Welch Asia Racing | 6       | 0          | 0  | 0  | 1      | 36     | 10      |
| 2011  | Europejska Formuła Abarth | EuroInternational        | 4       | 0          | 0  | 0  | 0      | 11     | 17      |
| 2011  | Europejska Formuła Abarth | Jenzer Motorsport        | 8       | 0          | 0  | 0  | 0      | 11     | 17      |
| 2011  | Włoska Formuła Abarth     | EuroInternational        | 2       | 0          | 0  | 0  | 0      | 8      | 16      |
| 2011  | Włoska Formuła Abarth     | Jenzer Motorsport        | 4       | 0          | 0  | 0  | 0      | 8      | 16      |
| 2012  | Europejska Formuła Abarth | Jenzer Motorsport        | 24      | 0          | 0  | 0  | 2      | 123    | 7       |
| 2012  | Włoska Formuła Abarth     | Jenzer Motorsport        | 18      | 0          | 0  | 1  | 1      | 88     | 7       |
| 2013  | Seria GP3                 | Jenzer Motorsport        | 16      | 0          | 0  | 0  | 0      | 0      | 26      |
| 2014  | Auto GP World Series      | Zele Racing              | 2       | 0          | 0  | 0  | 0      | 2      | 20      |
| 2015  | Seria GP3                 | Campos Racing            | 6       | 0          | 0  | 0  | 0      | 0      | 30      |